# Autostrada A6 (Włochy)
Autostrada A6 (Autostrada Zielonomorska) (wł.Autostrada Torino – Savona, A6 La Verdemare) – arteria samochodowa łącząca stolicę Piemontu z leżącym nad Morzem Liguryjskim portowym miastem Savona.
Trasa została otwarta w roku 1960. Początkowo biegnąca przez nizinne rejony Piemontu w okolicach miejscowości Ceva wkracza na teren górzyste – miejsce, gdzie stykają się Apeniny Liguryjskie z pasmem Alp Nadmorskich. Tutaj też zbudowano kilkanaście imponujących estakad oraz dziesiątki tuneli. Autostrada na całej długości pokrywa się z magistralą drogową E717. Operatorem trasy jest spółka Autostrada Torino – Savona.